# حور كندي
حور كندي (الاسم العلمي: Populus canadensis) هو نوع هجين من النباتات يتبع جنس الحور من الفصيلة الصفصافية.